# Рисовая бумага (съедобная)

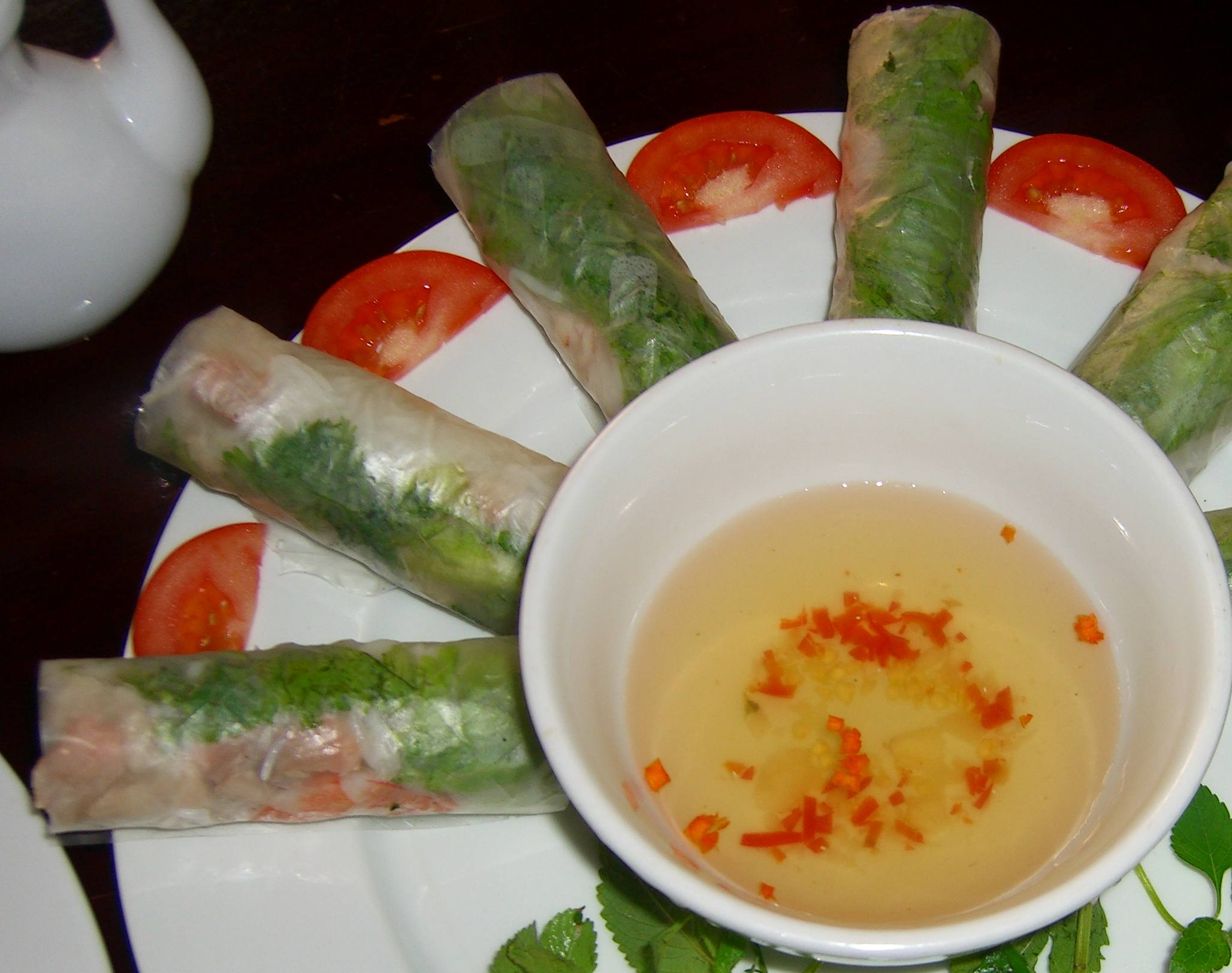
Нэмы, поданные с соусом для обмакивания

Рисовая бумага — тонкие лепёшки из рисовой муки, по толщине сопоставимые с бумагой. Основные ингредиенты: рис, вода, соль. Иногда добавляется мука из тапиоки (состоит почти полностью из крахмала).
Рисовая бумага в сухом виде твердая и ломкая, но если её размочить в воде — легко сворачивается. Она используются в азиатских кухнях чаще всего для заворачивания начинки. Получившееся блюдо часто называют «спринг-роллы» или «весенние роллы», а во вьетнамской кухне — нэмы. Также рисовая бумага используется для упаковки конфет как внутренняя съедобная обёртка, чтобы липкая конфета не прилипала к целлюлозной бумаге.
Способ изготовления:
- Рисовые зёрна тщательно измельчают в муку и смешивают с водой, в результате чего получается густой рисовой раствор, по консистенции близкий к сметане.
- Раствор тонким слоем наносят на натянутую кожу или плотную ткань и варят паром.
- После снятия лепёшки с варочного котла, каждый лист несколько часов просушивают, после чего листы можно упаковывать в пачку.

В зависимости от рамки ткани при варке, рисовая бумага имеет круглую или квадратную форму.